# Хвилі вмирають на березі
«Хвилі вмирають на березі» — радянський художній фільм 1985 року, знятий режисером Тинчилик Раззаков на кіностудії «Киргизфільм».

## Сюжет
Коли почалася війна, рідні брати Асхат і Мурат пішли на фронт. Додому повернувся лише Асхат. Мурат потрапив у полон, був у Німеччині й там завербувався до школи розвідки. Після війни він жив на Заході. Через тридцять п'ять років Мурат, агент антирадянської еміграції, приїжджає до рідного села як турист. Його колишня наречена Бермет одружилася з Асхатом — і тепер вони виховують онуків. Дізнавшись, що Бермет народила доньку ще під час війни, Мурат здогадався, що і дочка, і онуки його. Проте висувати свої права він не став, а мовчки погодився на роль спостерігача. З чим і повернувся до Мюнхена.

## У ролях
- Суйменкул Чокморов — головна роль
- Марат Сиздиков — головна роль
- Ідріс Ногайбаєв — Мурат Садиков
- Еміль Борончієв — Мурат
- Гульсара Ажибекова — роль другого плану
- Райхан Айткожанова — Калмика
- Анара Чотуєва — роль другого плану
- Еугенія Плешкіте — Емма
- Капар Медетбеков — роль другого плану
- Гульнара Чокубаєва — роль другого плану
- А. Джамбирбаєв — роль другого плану
- Аскар Рахімджанов — роль другого плану
- Кайсар Боронбаєв — роль другого плану
- Джамал Сейдакматова — роль другого плану
- Нурлан Мамбетов — роль другого плану
- Д. Мусульманова — роль другого плану
- Токон Дайирбеков — роль другого плану
- Абилкасим Жанбирбаєв — роль другого плану

## Знімальна група
- Режисер — Тинчилик Раззаков
- Сценаристи — Олександр Горохов, Базаркул Сагинбеков
- Оператор — Бекболот Айдаралієв
- Композитор — Віктор Сумароков
- Художник — Джолдожбек Касималієв